# Военно-автомобильная дорога

Юрий Пименов. «Фронтовая дорога», 1944 год.

Памятник воинам-дорожникам на Минском шоссе, Московская область (установлен Росавтодором в 2014 году)

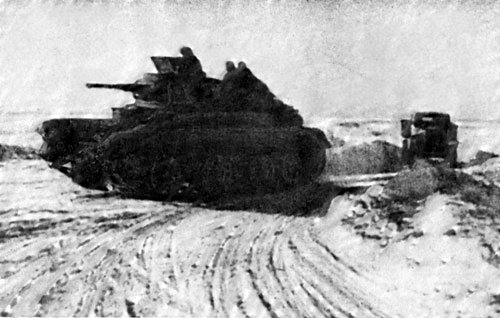
Движение вооружения и военной техники по 101-й военно-автомобильной дороге

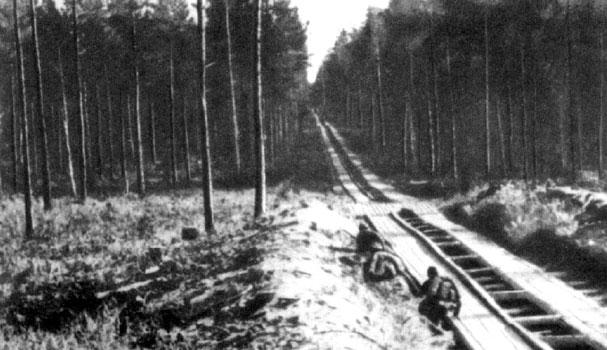
Колейный участок Фронтовой военно-автомобильной дороги Волховского фронта, через лесисто-болотистую местность, у Ладожского озера.

Военно-автомобильная дорога — формирование и сооружение (военная дорога) в специальных (дорожных (ДВ)) войсках Вооружённых Сил СССР.
Сооружение Военно-автомобильная дорога, сокращённо — ВАД — дорога, подготовленная для воинского движения, с развёрнутыми для её эксплуатации, технического прикрытия и восстановления силами и средствами дорожных войск. Включает в себя основные и запасные маршруты; обходы крупных транспортных узлов, городов, мостов, тоннелей и другое: дублирующие переходы через препятствия; подъезды к наиболее важным тыловым объектам, расположенным на данном направлении.

## История
Ещё в древних походах войска, для совершения маршей к месту боевых действий, вынуждены были выполнять дорожные работы, строить мосты и наводить переправы. При подготовке к походу на Новгород в 1014 году князь Владимир Святославович приказал «теребить путь и мостить мосты». Для этого специально готовились и высылались вперед сборные отряды, в состав которых входили мастеровые по строительству дорог и мостовым работам («посошная рать»). Проходило время совершенствовалось военное дело и дороги имели всё большее значение для вооружённых сил государств.

Чем больше становятся массы, тем сильнее потребность... в проезжих и даже больших дорогах...— К. Клаузевиц «О войне».
С появлением военной техники и вооружения на колёсном и гусеничном ходу войска, стали сильно зависимы от количества и качества дорог на театре войны (театре военных действий). Дороги стали одним из определяющих факторов обеспечения широкого манёвра и подвижности войск, и в конечном итоге успехов в войне.
Первая в РККА военно-автомобильная дорога центра (ВАДЦ №1) была создана на петрозаводском направлении во время Советско-финляндской войны 1939—1940 гг.. За время боевых действий по ВАДЦ было перевезено около 4 000 больных и раненых, около 18 000 человек и 27 000 тон грузов.
К началу Великой Отечественной войны ДВ состояли из органов управления, частей и подразделений, которые выполняли дорожное обеспечение.
Сложности, связанные с транспортным и дорожное обеспечением боевых действий в начальный период войны, потребовали принятия экстренных мер руководством государства рабочих и крестьян. Государственный комитет обороны СССР (ГКО СССР) 15 июля 1941 года принимает Постановление № 163 «Об организации автодорожной службы на шоссейно-грунтовых дорогах и формировании автотранспортных батальонов». Согласно этому постановлению формируются дополнительно автомобильные и дорожные части и соединения, разворачиваются десять военно-автомобильных дорог (ВАД) Ставки Верховного Главного командования. 

Многие военно-автомобильные дороги наше управление перевело из восточных районов Подмосковья в западные и северо-западные. ВАД-1 обслуживала дорогу Москва — Можайск — Гжатск, ВАД-2 располагалась на трассе, идущей от Москвы на Юхнов, ВАД-9 — на отрезке Калинин, Торжок. Повсюду проезд должен был обеспечиваться незамедлительно. Мостовики настилали по льду бревна, устраивали временные объезды.— З. И. Кондратьев, «Дороги войны» — М.: Воениздат, 1968. — 360 с. (Военные мемуары). / Литературная запись А. И. Филатова. / Тираж 100 000 экз.
 Для управления автотранспортным и дорожным обеспечением сформировывается автомобильно-дорожное управление Красной Армии, которое передается из состава Генерального штаба (ГШ) в ведение Тыла Красной Армии. К концу осени 1941 года дорожные войска Западного фронта содержали 1 190 километров фронтовых и 990 километров армейских военно-автомобильных дорог. В ноябре 1941 года фронтовые военно-автомобильные дороги находились восточнее, а армейские — западнее столицы Союза ССР. Также вокруг Москвы была подготовлена кольцевая военно-автомобильная дорога, соединившая все радиальные автомобильные и железнодорожные коммуникации (пути) столичного города.
Дальнейшее усиление роли автотранспортного и дорожного обеспечения в наступательных операциях Красной Армии определило необходимость проведения реорганизации Главного управления автотранспортной и дорожной службы. Постановлением ГКО Союза ССР № 3544, от 9 июня 1943 года, было создано Главное дорожное управление Красной Армии, а автотранспортное управление вошло в созданное Главное автомобильное управление Красной Армии с соответствующими структурами во фронтах, армиях и военных округах (ВО). Ни одна операция в ходе Великой Отечественной войны не готовилась и не проводилась без участия специалистов автотранспортной и дорожной служб, воинов автомобильных и дорожных соединений и частей.
Согласно постановлению ГКО Союза ССР, от 16 января 1942 года, было предписано сформировать отдельные дорожно-строительные батальоны (одсб) численностью личного состава по 477 человек в ВО Союза — единиц: Московском — 8, Приволжском — 6, Среднеазиатском — 8, Сибирском — три, Уральском — 4, Южно-Уральском — три, Закавказском — 6, и отдельные мостостроительные батальоны (омостсб) численностью личного состава по 501 человеку в ВО — единиц: Московском — 4, Архангельском — два, Приволжском — два, Среднеазиатском — два, Сибирском — один, Уральском — два, Южно-Уральском — один, Закавказском — 10.
Для выполнения боевых задач на ВАД (сооружениях), к середине 1943 года, в ДВ Вооружённых Сил Союза состояло:
- 294 отдельных дорожных батальона;
- 22 управления ВАД с 110 дорожно-комендантскими участками (ДКУ);
- 7 военно-дорожных управлений (ВДУ) с 40 дорожными отрядами (ДО);
- 194 гужетранспортные роты;
- ремонтные базы;
- базы по производству мостовых и дорожных конструкций;
- учебные и другие учреждения.

За мужество и героизм личного состава, проявленные при выполнении задач по предназначению, ВАД № 15 награждена Орденом Красной Звезды. Общая протяжённость военно-автомобильных дорог (сооружений), содержащихся дорожными войсками, в период Второй мировой, составила около 359 000 километров. По окончании Второй мировой войны в связи с демобилизацией Союза ВАД были расформированы.

## Виды и типы

### По звеньям
По звеньям:
- Стратегическая;
- Оперативная[8].

### По предназначению
- Центральная (Центра[7][9]);
- Фронтовая[7][9][10][11] (для движения до 6 000 машин в сутки);
- Флотская[9];
- Окружная[9];
- Армейская[7][9][11] (для движения от 1 000 до 3 000 машин в сутки);
- Корпусная[9] (для движения до 1 000 машин в сутки)/

### По направлению
- Фронтальная (проходящая от тыла к фронту);
- Рокадная[11] (проходящая вдоль фронта).

## Состав

### Формирование
В состав формирования входят:
- управление;
- дорожно-комендантские участки;
- дорожно-эксплуатационные участки;
- дорожно-эксплуатационные полки, батальоны, роты;
- автотранспортная бригада, батальоны;
- другое.

### Сооружение
В состав сооружения входят:
- основные и запасные маршруты[12][13][14];
- обходы крупных транспортных узлов, городов, мостов, тоннелей и другое[12][13];
- дублирующие переходы через препятствия[13];
- подъезды[14] к наиболее важным тыловым объектам, расположенным на данном направлении[13].

Сооружение (ВАД) должно соответствовать своему предназначению и предъявляемым к нему требованиям по эксплуатационным показателям, надёжности и живучести.

#### Основные эксплуатационные показатели
К основным эксплуатационным показателям ВАД относятся:
- допускаемая по дорожным условиям средняя скорость движения автомобильных колонн;
- пропускная способность;
- срок службы дорожной одежды (покрытия);
- грузоподъемность мостов и путепроводов.

## Формирования
В период Великой Отечественной войны в ВС Союза существовали следующие ВАД:
- Осетинская военно-автомобильная дорога[15];
- 1-я военно-автомобильная дорога Западного фронта[15];
- 2-я военно-автомобильная дорога Западного, Резервного фронта, ГДУКА, РВГК[15];
- 2-я военно-автомобильная дорога Западного фронта[15];
- 3-я военно-автомобильная дорога[15];
- 5-я военно-автомобильная дорога[15];
- 6-я военно-автомобильная дорога[15][16];
- 7-я военно-автомобильная дорога (I формирование)[15];
- 7-я военно-автомобильная дорога (II формирование)[15];
- 8-я военно-автомобильная дорога[15];
- 9-я военно-автомобильная дорога Южного фронта[15];
- 9-я военно-автомобильная дорога Калининского, Северо-Западного, 1-го и 2-го Прибалтийских, Ленинградского, 2-го Дальневосточного фронтов[15];
- 10-я военно-автомобильная дорога[15];
- 11-я военно-автомобильная дорога[15][17];
- 12-я военно-автомобильная дорога[15];
- 13-я военно-автомобильная дорога[15];
- 14-я военно-автомобильная дорога[15];
- 15-я ордена Красной Звезды военно-автомобильная дорога[6][15];
- 16-я военно-автомобильная дорога[15];
- 17-я военно-автомобильная дорога[15];
- 18-я военно-автомобильная дорога[15];
- 19-я военно-автомобильная дорога[15];
- 20-я военно-автомобильная дорога (I формирование)[15];
- 20-я военно-автомобильная дорога (II формирование)[15];
- 21-я военно-автомобильная дорога[15];
- 22-я военно-автомобильная дорога[15];
- 23-я военно-автомобильная дорога[15];
- 24-я военно-автомобильная дорога[15];
- 25-я военно-автомобильная дорога[15];
- 26-я военно-автомобильная дорога[15];
- 27-я военно-автомобильная дорога[15];
- 28-я военно-автомобильная дорога[15];
- 29-я военно-автомобильная дорога[15];
- 34-я военно-автомобильная дорога[15];
- 35-я военно-автомобильная дорога[15];
- 36-я военно-автомобильная дорога[15];
- 37-я военно-автомобильная дорога[15];
- 38-я военно-автомобильная дорога[15];
- 101-я военно-автомобильная дорога[15];
- 102-я военно-автомобильная дорога[15].